# Mustelus griseus
Mustelus griseus е вид хрущялна риба от семейство Triakidae.

## Разпространение
Видът е разпространен във Виетнам, Китай, Провинции в КНР, Северна Корея, Тайван, Южна Корея и Япония.